# Mató (cap mercenari)
Mató (grec antic: Μάθως, llatí: Matho) fou un africà que va servir com a mercenari a l'exèrcit cartaginès a Sicília a la Primera Guerra Púnica.
Quan Hamílcar Barca va tornar a l'Àfrica després de la guerra, les tropes, que s'havien mantingut fidels només pel seu carisma i per la promesa d'una bona paga, es van revoltar quan les recompenses per la campanya van ser retingudes pels opositors polítics d'Hamílcar dins l'aristocràcia (241 aC) i Mató va tenir un paper dirigent. Després d'això va tenir por del que podia passar si finalment els amotinats es rendien i així quan Giscó va anar al campament dels mercenaris amb poders per satisfer llurs demandes, Mató i el campani Espendi, un altre dels caps del motí, van rebutjar els oferiments. Els mercenaris van nomenar els dos caps com a generals. El seu objectiu primordial era fer el conflicte irreversible i així Giscó fou capturat així com altres ambaixadors cartaginesos, i empresonats, i després es va declarar la guerra Cartago i es van enviar missatgers als númides per impulsar-los a lluitar per la seva independència, cosa que es va aconseguir fàcilment i així van dominar quasi tot el país, i només les ciutats d'Útica i Hipona van romandre lleials a Cartago i foren assetjades pels mercenaris.
El comandament contra els rebels es va donar al general (i cap aristocràtic) Hannó, que no va guanyar res i encara que Mató i Espendi van capturar el seu camp. Al cap d'un temps, Hamílcar Barca fou cridat, i va haver d'agafar el comandament de les forces lleials. Hamílcar només disposava de 10.000 homes i 70 elefants. Nogensmenys, en una batalla va forçar el pas del riu Bàgrades (l'actual Medjerda a Tunísia), va derrotar els mercenaris en una batalla amb molts morts i va recuperar les comunicacions amb l'interior del país, sotmetent moltes ciutats. En un moment d'especial perill el cap númida Naraves es va posar al seu costat en el moment oportú, i amb el seu ajut va poder derrotar Espendi i un altre cap rebel de nom Autàrit (un gal). Va fer molts presoners; Amílcar es va comportar suaument i va deixar que els penedits poguessin tornar a l'exèrcit. Els altres havien de tornar a les seves llars amb la condició de mai no tornar a agafar les armes contra Cartago.
Davant aquestes mesures Espendi i Mató, per consolidar el seu poder van matar els ostatges com el general Giscó i altres presoners. Després d'això Hamílcar va matar tots els presoners que queien a les seves mans. Les victòries d'Hamílcar van quedar compensades per la pèrdua d'Útica i Hipona.
Llavors, el general Hannó fou associat a Hamílcar en el comandament i les dissensions entre els dos generals van fer que no es pogués obtenir cap bon resultat a la guerra. Finalment el govern cartaginès va deixar que l'exèrcit triés el seu cap entre els dos generals. Els soldats van escollir Amílcar que va romandre com a comandant, encara que es va nomenar un nou comandant associat, que fou Hanníbal, probablement en posició subordinada.
Mentre Espendi i Mató havien fet progressos i van decidir a assetjar Cartago. Hamílcar, llavors, va practicar una política de terra cremada darrere les línies dels mercenaris i els va interceptar els subministraments, de manera que les forces assetjadores aviat van quedar desproveïdes i van haver d'aixecar el setge. Espendi, que tenia un exèrcit superior al d'Hamílcar, va decidir enfrontar-se al general cartaginès, però aquest era millor estrateg i va conduir el seu enemic a un posicionament avantatjós per a ell i l'hi va derrotar deixant als mercenaris sense escapatòria.
El mateix Espendi i nou més militars van trobar-se amb Hamílcar per demanar perdó. Hamílcar va acceptar deixar sortir l'exèrcit de mercenaris sa i estalvi però sense armes, i reservar-se el dret de castigar deu caps. El pacte fou signat i Espendi i els seus nou acompanyants van ser detinguts com a líders. Quan els mercenaris van assabentar-se que havia empresonat els deu caps van tornar a agafar les armes però rodejats pels cartaginesos van ser massacrats. Polibi parla de 40.000 morts.
Tot i així aquesta matança no va posar fi a la guerra, ja que un important exèrcit sota comandament de Mató encara era operatiu i dominava la ciutat de Tunis. Hamílcar la va assetjar però Mató va aprofitar la negligència del general Anníbal per sorprendre el camp cartaginès i matar una gran part del seu exèrcit. El mateix Anníbal fou fet presoner; Hamílcar va haver d'aixecar el setge i retirar-se cap al riu Bàgrades.
El senat cartaginès alarmat va imposar la reconciliació entre Hannó i Hamílcar i junts, els dos generals van obtenir l'avantatge fins que en una batalla decisiva Mató fou derrotat i fet presoner; després d'això moltes ciutats rebel·lades es van sotmetre. Útica i Hipona van resistir un temps, però Hamílcar va sotmetre la primera i Hannó la segona i la guerra es va donar per acabada (237 aC) després de tres anys i quatre mesos. Mató fou portat a Cartago on poc després fou executat.